# Тбіліський трамвай
Тбіліська трамвайна мережа (груз. თბილისის ტრამვაი) функціонувала у Тбілісі, столиці Грузії з 1883 по 2006 рр. У 1986 р. мережа розширилася до 105 км одноколійної дороги, яка складалася з 12 окремих маршрутів.

## Історія
Трамвай вперше вийшов на маршрут у квітні 1883 року, і послуговувався кінною тягою. Електрифікація трамваю відбувалася між червнем 1904 р. та серпнем 1905 р., а мережу, що початково перебувала у приватній власності, у 1915 році було передано муніципалітетові. Хоча трамвай початково було збудовано на метровій колії, між 1933 та 1942 рр. колію було перебудовано на широку, яка відповідала радянським стандартам.
У перші роки після Другої світової війни мережа продовжувала розширюватися: протяжність мережі сягла 105 км, а трамвайний парк налічував 300 вагонів. На маршрутах працювали трамваї моделі РВЗ-6 виробництва Ризького вагонобудівного заводу, а також КТМ-5. Втім, після 1960-х років міська трамвайна мережа почала скорочуватися через конкуренцію з боку новозбудованого метро, а також через брак коштів на розвиток та підтримку інфраструктури. Хоча трамвай поступово прибирали з центру, мережа розширювалася на новозабудовані передмістя аж до 1986 р. Станом на 2000 рік у місті працювало всього 8 трамвайних маршрутів, а у 2003 році кількість маршрутів скоротилася до 2. У 2005 році залишився лише один маршрут, №12, який працював до закриття системи наприкінці 2006 року.
4 грудня 2006 року трамвайну та тролейбусну мережі було ліквідовано. Трамвайні колії, а також тролейбусну інфраструктуру було демонтовано впродовж наступних кількох років.

## Залишки
У місті лишається кілька секцій трамвайної колії, а також залишки контактного дроту. Багато стовпів, які утримували контактний дріт, було перетворено на ліхтарні стовпи. Кілька старовинних вагонів використовують як вуличні кафе. В Авчалі розташоване закинуте трамвайне депо.

## Майбутнє
Раніше існували плани відновити мережу тбіліського трамваю завдяки будівництву нових ділянок виділеної колії під систему швидкісного трамваю. Втім, зараз план повернення трамваю у Тбілісі не обговорюється жодною політичною партією.

## Перегляньте також
- Трамвай
- Тбілісі

1. ↑  Тбилиси (узкоколейный трамвай) / Tbilisi (narrow-gauge tram) (Russian) . Горэлектротранс / Gorelectrotrans. Процитовано 3 липня 2015.